# Cifras de Beale

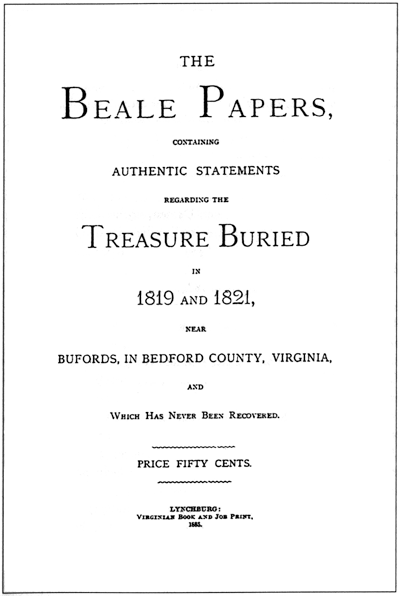
Capa de "The Beale Papers", folheto publicado em 1885 que tornou conhecida a história de Beale e seu tesouro enterrado.

As cifras de Beale  são consideradas um dos grandes enigmas criptográficos ainda não resolvidos. São constituídas por uma série de três mensagens cifradas deixadas em 1822 por Thomas J. Beale a um amigo, com a promessa de usá-la se ele não retornasse de uma viagem. Ao decifrar as mensagens, estas levariam a um fabuloso tesouro enterrado em algum ponto de Montvale no Condado de Bedford, Virgínia, Estados Unidos. A primeira mensagem indica a localização do tesouro, a segunda (até agora a única decifrada) o descreve e a terceira traz os nomes dos companheiros de Beale que receberão sua parte.
O valor do tesouro, segundo as cotações atuais de ouro e prata, resulta numa importância de 20 milhões de dólares. Seu peso foi estimado em três toneladas.
Há muita discussão em torno da história de Beale e seu tesouro enterrado e ainda falta uma prova concreta de sua existência e de seus companheiros.

## História
Tudo o que se sabe sobre essa história vem de um folheto de 23 páginas publicado em 1885 sob o título "The Beale Papers".
De acordo com a publicação, um aventureiro chamado Thomas Jefferson Beale e seus companheiros acumularam uma vasta fortuna em ouro e prata durante suas viagens por Santa Fé, ao norte do Novo México. Beale e seus 29 companheiros de viagem teriam enterrado todo esse tesouro em algum lugar no estado da Virgínia.
Conta-se que em 1822 Beale colocou, dentro de uma caixa de ferro lacrada, documentos cifrados e então a entregou para um homem de sua confiança chamado Robert Morriss, um dono de hotel em Lynchburg, Virgínia. Em uma carta enviada de St. Louis datada de 9 de maio de 1822, Beale explicou que a caixa continha documentos importantes que diziam respeito a sua fortuna e de seus companheiros de jornada e pediu que Morriss a guardasse com a recomendação para não abrir a caixa durante os próximos dez anos exceto se ele, ou alguém autorizado, não voltar de sua viagem. Beale também explicou que um amigo dele em St. Louis possuía a chave para decifrar as mensagens e que ele a mandaria para Morriss num tempo determinado. Porém esta carta, que deveria ter chegado às mãos de Morriss em junho de 1832, nunca foi recebida.
Em 1845, Morriss rompeu o cadeado da caixa e tentou decifrar por conta própria os documentos mas, sem a prometida chave, não conseguiu. Duas décadas depois, frustrado por não conseguir descobrir o significado das cifras, Morriss passou a caixa e todo o seu conteúdo (três páginas de caracteres cifrados e três cartas escritas em inglês com as explanações) para um amigo cuja identidade nunca foi conhecida. Esse amigo misterioso foi o autor do panfleto que tornou conhecida a história das Cifras de Beale e seu tesouro enterrado. No início, o autor justifica seu anonimato dizendo que a repercussão causada pela publicação afetaria seu trabalho e sua vida social. A pedido dele, o folheto foi editado por James B Ward, um membro da comunidade local.
Das três páginas cifradas, apenas uma delas foi decifrada pelo amigo obscuro de Morriss. Tratava-se da segunda página cujo conteúdo detalhava o tesouro mas não sua localização. O autor do folheto conseguiu êxito porque percebeu que as três páginas continham uma série de números e então ele supôs que cada número representaria uma ou mais letras, já que havia uma extensão muito maior de números em relação as letras do alfabeto. Para decifrá-la foi necessária a utilização de uma cópia da Declaração da Independência dos Estados Unidos da América como texto-chave pois os documentos de Beale usavam a chamada cifra de livro que consiste em usar um texto como chave para criar uma cifra.

## O processo de deciframento
A segunda página pôde ser decifrada usando uma cópia da Declaração da Independência dos Estados Unidos da América. A princípio, foi necessário numerar as palavras do texto da Declaração de Independência de dez em dez.
O primeiro número da página cifrada é 115, e a palavra marcada com o número 115 no texto da declaração é "instituted", sendo assim, o primeiro número (115) representa a letra "i".
O segundo número no texto cifrado é 73 e a palavra correspondente no texto da Declaração é "hold", assim, 73 representa a letra "h".
Continuando com esse processo teremos a seguinte sequência que resultará nas três primeiras palavras (I have deposited) do texto cifrado por Beale.
| Número no texto cifrado | Palavra correspondente na Declaração | Letra extraída |
| ----------------------- | ------------------------------------ | -------------- |
| 115                     | instituted                           | I              |
| 73                      | hold                                 | H              |
| 24                      | another                              | A              |
| 807                     | valuable                             | V              |
| 37                      | equal                                | E              |
| 52                      | decent                               | D              |
| 49                      | entitle                              | E              |
| 17                      | political                            | P              |
| 31                      | of                                   | O              |
| 62                      | should                               | S              |
| 647                     | independent                          | I              |
| 22                      | them                                 | T              |
| 7                       | events                               | E              |
| 15                      | dissolve                             | D              |

## As páginas cifradas

### Primeira página
Primeira página cifrada por Beale indicando o local onde estaria enterrado o tesouro.

### Segunda página
Segunda página cifrada por Beale e a única decifrada. Descreve o tesouro.
A mensagem decifrada e sua tradução em português.

### Terceira página
Terceira página cifrada por Beale com instruções para a divisão do tesouro.

## Verdade ou fraude?
Há um grande debate acerca da veracidade das duas páginas ainda não decifradas.
Em 1934, o Dr. Clarence Williams, pesquisador da Biblioteca do Congresso, disse: "para mim, a história do folheto tem todos os sinais de ser uma fraude, não existem evidências que confirmem que o misterioso autor tivesse as páginas cifradas".
Além disso, a história tem várias inconsistências e se baseia quase inteiramente em provas circunstanciais e rumores. Muitos criptoanalistas também declaram que os dois criptogramas restantes têm características estatísticas que sugerem que não é realmente uma criptografia feita a partir de um texto em inglês.
Alguns pesquisadores também questionam o motivo de Beale escrever três diferentes textos cifrados usando pelo menos duas chaves para transmitir uma única mensagem.
Por outro lado, existem fontes que dão evidências da autenticidade da história de Beale. Um exemplo, se as duas páginas restantes e não decifradas fossem uma fraude, seria certo que o falsificador usasse uma sequência de números ao acaso e desse modo o resultado do deciframento não teria nexo, porém muitos criptoanalistas encontraram certos padrões nos textos cifrados que indicam que os mesmos passaram por um processo de cifragem.

### Thomas J. Beale existiu?
Uma busca nos registros do U.S. Census (censo americano) de 1810 mostra duas pessoas com o nome Thomas Beale, uma em Connecticut e a outra em New Hampshire. No entanto naquela época faltavam os dados dos moradores de sete estados, um território, o Distrito de Colúmbia e 18 dos condados da Virgínia. O Censo americano de 1820 tem duas pessoas chamadas Thomas Beale, uma na Louisiana e outra no Tennessee, e um Thomas K. Beale  na Virgínia. Mas, outra vez, faltavam os dados dos moradores de três estados e um território.
Antes de 1850, o Censo americano registrava apenas os nomes dos chefes de família, outros na casa eram apenas contados. Beale, se de fato existiu, poderia  ter vivido na casa de alguma família e, portanto, não apareceria na lista.
Além disso, um homem chamado 'Thomas Beall' aparece na lista de clientes do Departamento de postagem de St. Louis em 1820. Segundo o panfleto, Beale enviou uma carta de St. Louis em 1822.
Também existe uma lenda dos índios Cheyenne sobre ouro e prata sendo retirados do Oeste e enterrado nas montanhas do Oeste, datando de aproximadamente 1820.

## Caça ao tesouro
Apesar das incertezas em torno da veracidade das cifras, muitos mantêm a esperança de encontrar o tesouro de Beale. Todos os anos o condado de Bedford, na Virgínia, apontado como o possível local onde o ouro está enterrado, recebe a visita de pessoas vindas de todas as partes dos Estados Unidos. Essas expedições têm gerado lucro para algumas empresas locais que chegam a alugar equipamentos, de detectores de metais a escavadeiras. O prejuízo fica para os fazendeiros do condado que frequentemente têm suas propriedades invadidas, cercas destruídas e buracos enormes em suas terras. Alguns desses caçadores foram presos por invasão de propriedade e escavação desautorizada.
O fascínio pela cifra inquebrável de Beale e seu tesouro tem sido o assunto de inúmeros livros, documentários para a TV e sites em diversas línguas. Contudo, apesar de todos os esforços para decifrar as duas folhas restantes, ainda permanece desconhecido o local onde a fortuna descansa.